# گبروت
گبروت (به آلمانی: Gebroth) یک شهر در آلمان است که در باد کرویتسناخ واقع شده‌است. گبروت ۱۶۸ نفر جمعیت دارد.